# مقاطعة مونونغاليا (فرجينيا الغربية)
مقاطعة مونونغاليا هي مقاطعة في فيرجينيا الغربية، بلغ عدد سكانها 96٬189  نسمة، في 2010، عاصمتها مورغانتاون، فيرجينيا الغربية، تبلغ مساحتها 948 كيلومتر مربع.

## الموقع
تشترك في الحدود مع:
- مقاطعة فاييت
- مقاطعة تايلور (فرجينيا الغربية)
- مقاطعة ماريون (فرجينيا الغربية)
- مقاطعة بريستون (فرجينيا الغربية)
- مقاطعة غرين
- مقاطعة ويتزل (فرجينيا الغربية).

## أعلام
- وليام مورغان
- إزرائيل س. وايت
- جون كاري